# 347 Dywizja Piechoty (III Rzesza)
347 Dywizja Piechoty (niem. 347. Infanterie-Division) – niemiecka dywizja z czasów II wojny światowej, sformowana w rejonie Alkmaar na mocy rozkazu z 3 października 1942 roku, poza falą mobilizacyjną przez XI Okręg Wojskowy.

## Struktura organizacyjna
- Struktura organizacyjna w październiku 1942 roku:

860. i 681. forteczny pułk piechoty, 347. pułk artylerii, 347. batalion pionierów, 347. oddział łączności;
- Struktura organizacyjna w sierpniu 1943 roku:

860. i 681. forteczny pułk piechoty, 347. pułk artylerii, 347. batalion pionierów, 347. oddział rozpoznawczy, 347. oddział łączności, 347. polowy batalion zapasowy;
- Struktura organizacyjna w październiku 1944 roku:

860., 861. i 880. pułk grenadierów, 347. pułk artylerii, 347. batalion pionierów, 347. batalion fizylierów, 347. oddział przeciwpancerny, 347. oddział łączności, 347. polowy batalion zapasowy;

## Dowódcy dywizji
- Generalleutnant Friedrich Bayer 27 IX 1942 – 11 X 1943;
- Generalleutnant Karl Böttcher 11 X 1943 – 8.XII 1943;
- Generalleutnant Wolf Trierenberg 8 XII 1943 – III 1945;
- Generalleutnant Maximilian Siry III 1945 – III 1945;
- Generalleutnant Wolf Trierenberg III 1945 – V 1945;